# 프레더릭 버턴

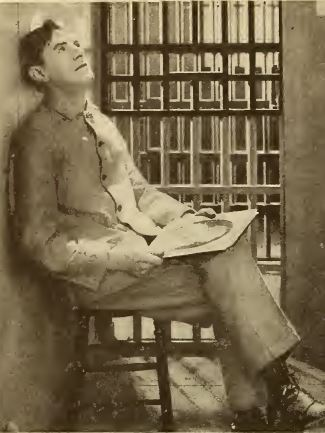

프레더릭 버턴(Frederick Burton, 1871년 10월 20일 ~ 1957년 10월 23일)은 미국의 배우이다.
인디애나폴리스에서 태어났으며 우들랜드힐스에서 사망하였다.

## 영화
- 앤디 하디의 개인비서 (1941년)
- 나치 스파이의 고백 (1939년) - U.S. 디스트릭트 코트 저지 역
- 스미스씨 워싱톤 가다 (1939년)
- 내가 법이다 (1938년)
- 마이 럭키 스타 (1938년)
- 와이프 대 비서 (1936년)
- 분노 (1936년)
- 쉽메이트 포에버 (1935년)
- 새디 맥키 (1934년)
- 프러테이션 워크 (1934년)
- 투 세컨드 (1932년) - 저지 역
- 원 웨이 패시즈 (1932년)
- 마타 하리 (1932년)
- 나는 탈옥수 (1932년)